# Протоєвангеліє Якова (апокриф)

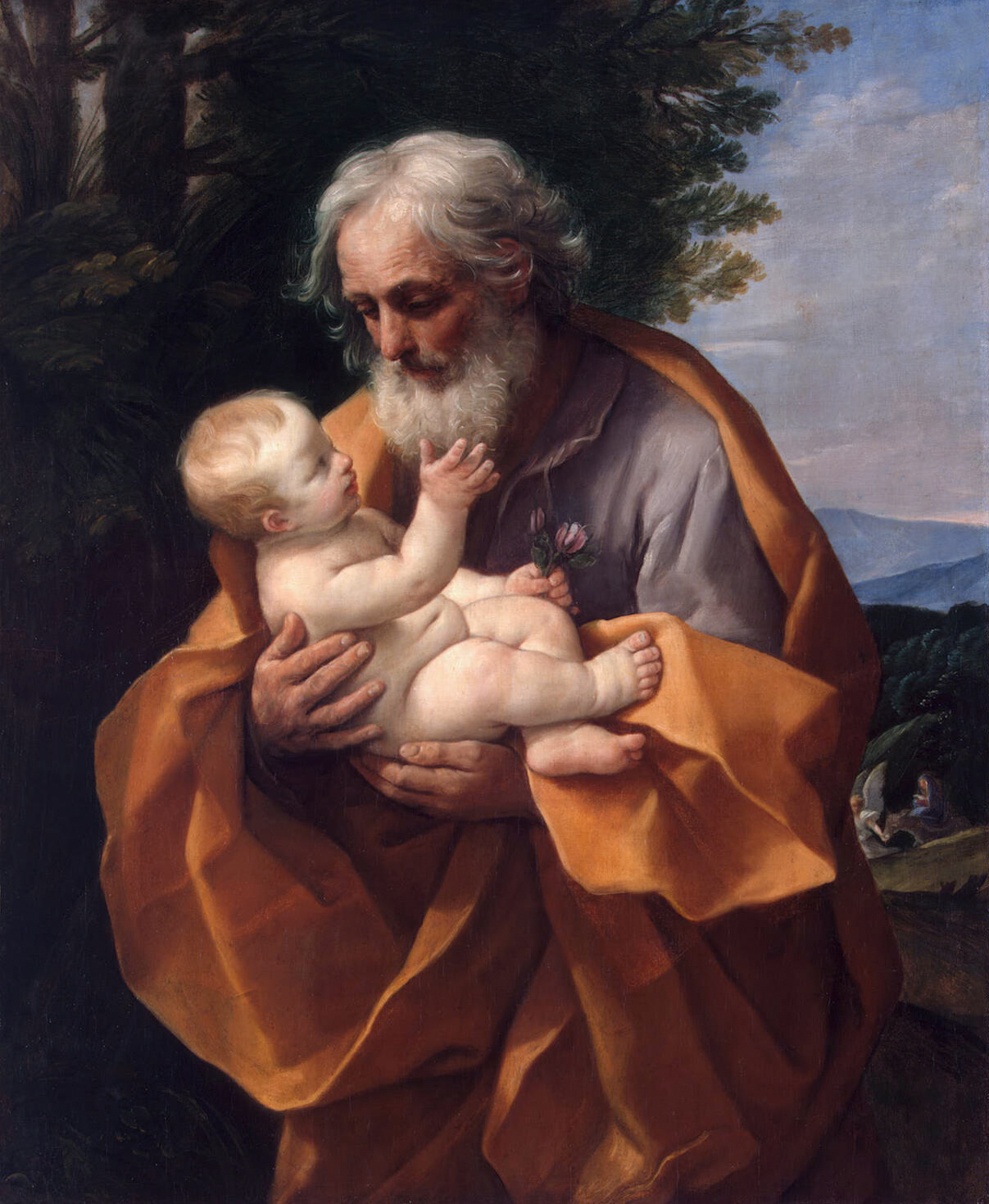
Гвідо Рені, Йосип з Ісусом (1635). Представлення Йосипа Обручника старим чоловіком походить від Протоєвангелія Якова (розділи 9 — 10).

Протоєвангеліє Якова, також відоме як Євангеліє від Якова — апокрифічне євангеліє, написане, як припускають, у середині ІІ століття. Сама назва походить від грецького слова πρῶτος, (prōtoν) — «перше», «початкове», що розуміють як перед-Євангеліє, те що було перед подіями описаними у Євангеліях. Текст Протоєвангелія Якова розділений на 25 розділів.
Євангеліє Якова, можливо, є найбільш раннім текстом, який засвідчує шанування Діви Марії, стверджуючи про Її вічну постать діви і представляючи Її як нову Єву. Євангеліє Якова оповідає про дитинство і юність Діви Марії та про події під час народження Ісуса Христа.
Наприкінці книги автор називає себе Яковом: «Я, Яків, написав цю історію Єрусалиму». З чого передбачається, що автор книги — Яків, син Йосипа, чоловіка Марії, від його попереднього шлюбу. Але ґрунтуючись на стилі викладу книги і на тому, що автор книги, очевидно, не знайомий з єврейськими звичаями часів, описаних у книзі, дослідники встановили, що Яків не міг бути автором книги. Стилістичні особливості тексту дозволяють припускати, що вона була написана у II столітті або пізніше.
Про популярність тексту в стародавні часи говорить факт, що до нинішнього часу збереглося близько 130 рукописів, що містять це Євангеліє. Воно було перекладене  сирійською, ефіопською, коптською, грузинською, старослов'янською, вірменською, арабською, ірландською та латинською мовами. Найдавніший рукопис, що містить Євангеліє від Якова (папірус, що датується III — початком IV ст.), був знайдений в 1958 році і зберігається в бібліотеці Бодмера в Женеві. Дійшли до наших часів і грецькі рукописи. Найповнішим текстом є кодекс X століття, що перебуває в Національній бібліотеці Парижа.
Євангеліє Якова є одним з декількох, що дійшли до наших часів « Євангелій Дитинства», написаних для того, щоб задовольнити бажання ранніх християн знати більше подробиць про раннє життя Ісуса. У цих книгах простежується незнання авторами подробиць життя євреїв і їх невідповідність деталям, описуваним у книгах, які увійшли в Біблію. Незважаючи на свою привабливість, жодне з Євангелій Дитинства не ввійшли у біблійний канон. У грецькій мові вони називалися «Протоєвангелія», тобто книги, що описують події, які сталися до основних подій у житті Ісуса, описаних в чотирьох канонічних євангеліях Нового Завіту.